# Tetramorium flavipes
Tetramorium flavipes är en myrart som beskrevs av Carlo Emery 1893. Tetramorium flavipes ingår i släktet Tetramorium och familjen myror. Inga underarter finns listade i Catalogue of Life.